# Nederlands Ereveld Lübeck

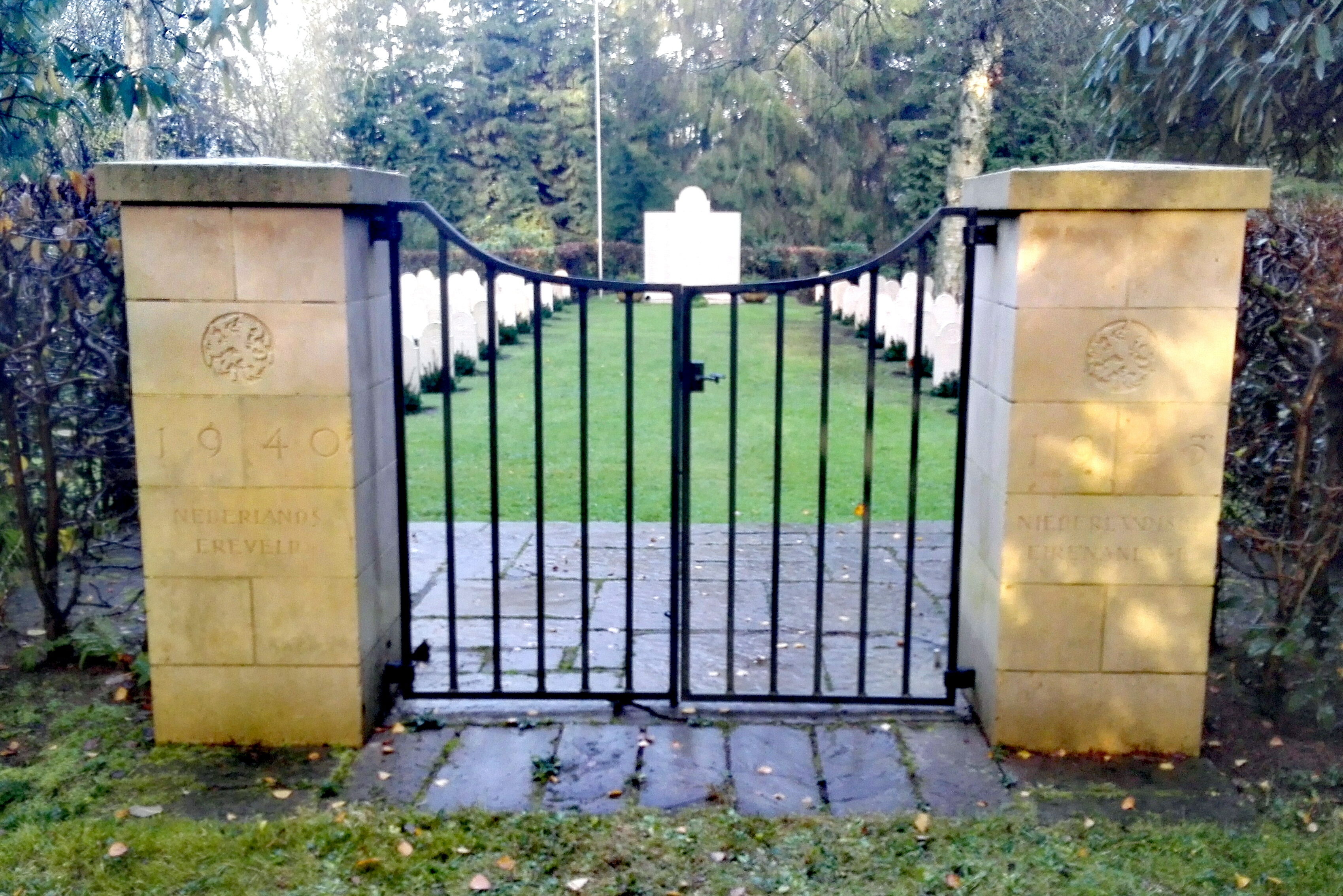
Erebegraafplaats Lübeck

Het Nederlands Ereveld Lübeck is een ereveld in de Duitse deelstaat Sleeswijk-Holstein op het Vorwerker Friedhof in het noorden van Lübeck, Friedhofsallee. Het Nederlands Ereveld Lübeck is in het blok 37 van de Vorwerker Friedhof.

## Slachtoffers

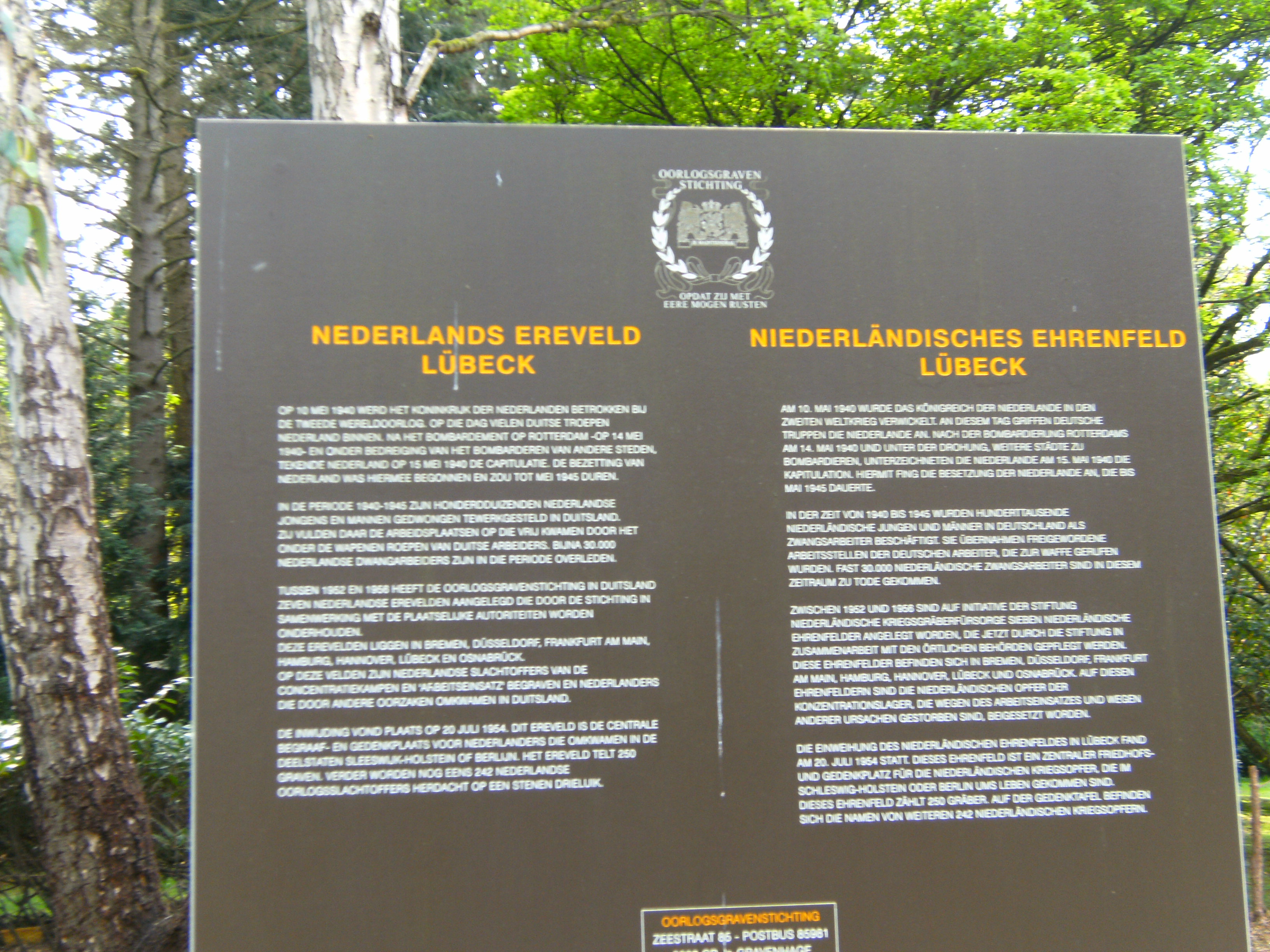
Plaat met informaties over Nederlands Ereveld Lübeck op Vorwerker Friedhof.

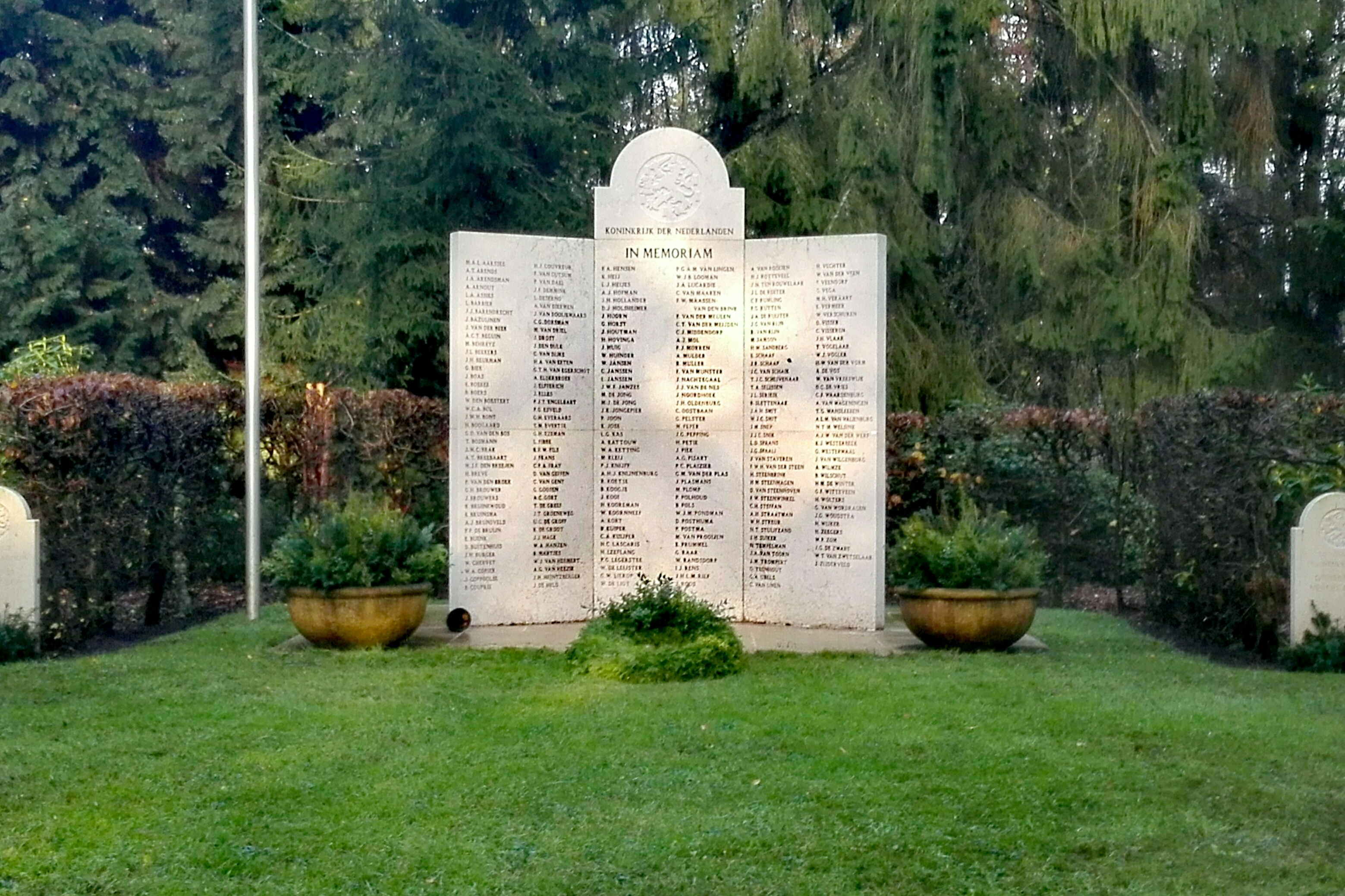
Nederlands Ereveld Lübeck op Vorwerker Friedhof. Drieluik met de namen van nog eens 242 slachtoffers.

Het ereveld telt 250 graven van Nederlandse soldaten en oorlogsslachtoffers die omkwamen in de deelstaten Sleeswijk-Holstein of Berlijn. Op het ereveld staan ook verschillende stenen drieluiken met daarop de namen van 242 Nederlanders die om politieke redenen zijn omgebracht of omgekomen. De meesten van hen zijn begraven in familiekring maar worden toch op het ereveld geëerd.

## Vormgeving

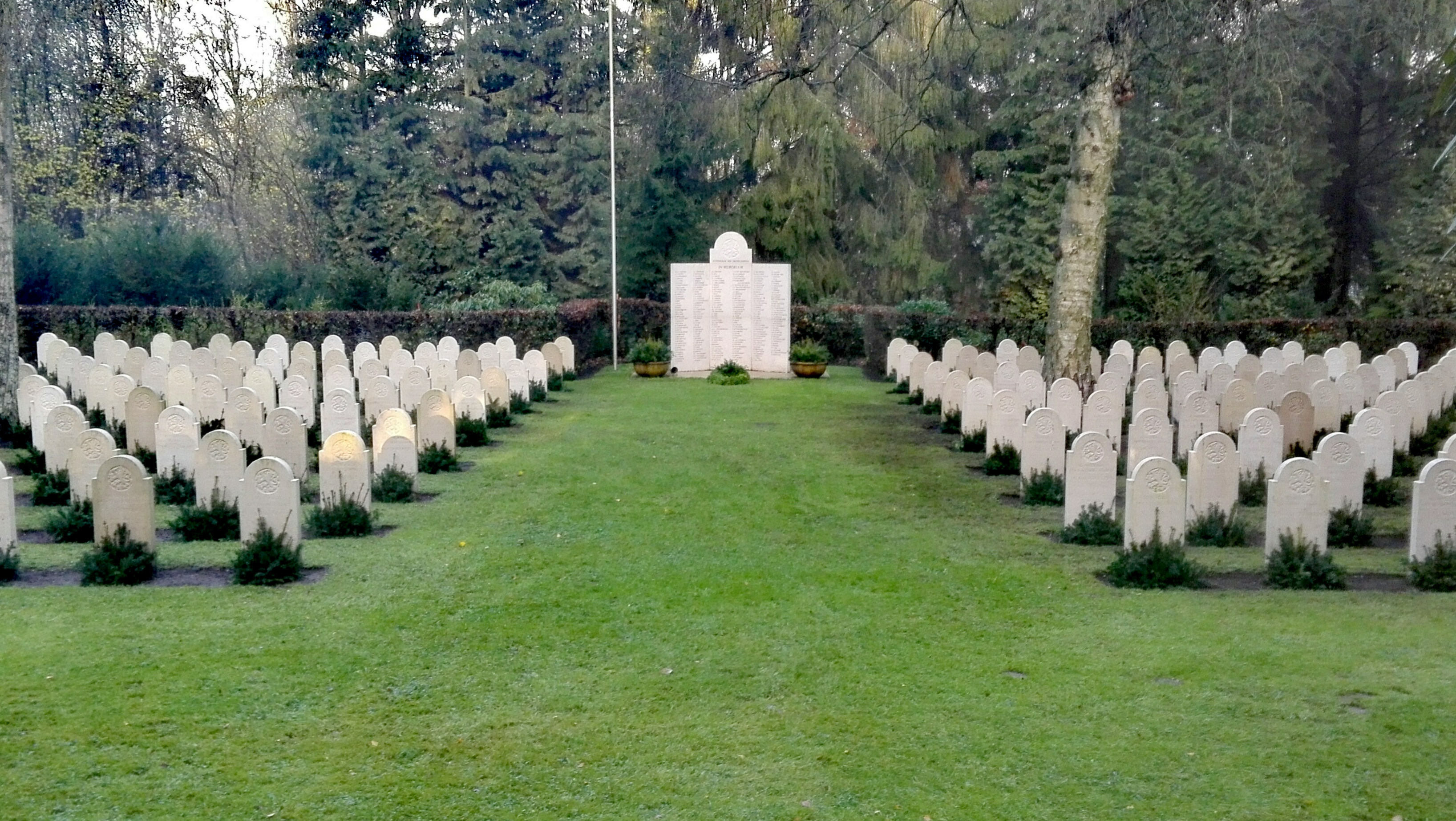
Grafstenen.

Rondom de erebegraafplaats staat een haag. Een ijzeren poort vormt de ingang. Aan binnenzijde bevindt zich een boek met namenlijst. Het door grasvelden omgeven pad leidt tot een monument met namen van verdere slachtoffers.